# Percy Marmont
Percy Marmont (25 de noviembre de 1883-3 de marzo de 1977) fue un actor de cine inglés.

## Biografía
Marmont actuó en más de 80 películas entre 1916 y 1968. En 1923 ya era un veterano actor de cine, y ese año obtuvo un gran éxito en If Winter Comes, que la MGM volvió a rodar en 1947. Hoy en día se le recuerda sobre todo por interpretar al personaje principal de Lord Jim (1925), la primera versión cinematográfica de la novela de Joseph Conrad, y por encarnar a uno de los intereses amorosos de Clara Bow en la película de Paramount Pictures Mantrap (1926).
Nació y murió en Londres, Inglaterra. Marmont tuvo dos hijas con su esposa Dorothy, Patricia Marmont, actriz y agente teatral casada en su día con el actor Nigel Green, y Pamela, actriz de teatro casada con el actor Moray Watson.

## Filmografía
| - De Voortrekkers (1916) como jinete (sin acreditar) - The Monk and the Woman (1917) como Brother Paul - Rose of the World (1918) como Lieutenant Belhune - The Lie (1918) como Nol Dibdin - The Turn of the Wheel (1918) como Frank Grey - In the Hollow of Her Hand (1918) como Brandon Booth - The Indestructible Wife (1919) como Schuyler Horne - Three Men and a Girl (1919) como Dr. Henry Forsyth - The Winchester Woman (1919) como David Brinton - The Climbers (1919) como Ned Warden - The Vengeance of Durand (1919) como Tom Franklin - Slaves of Pride (1920) como Brewster Howard - The Sporting Duchess (1920) como Douglas, duque de Desborough - Away Goes Prudence (1920) como Hewitt Harland - The Branded Woman (1920) como Douglas Courtenay - Dead Men Tell No Tales (1920) como George Stevenson Cole - What's Your Reputation Worth? (1921) como Anthony Blake - Love's Penalty (1921) como Steven Saunders - Without Benefit of Clergy (1921) - Wife Against Wife (1921) como Stannard Dole - The First Woman (1922) como Paul Marsh - Married People (1922) as Robert Cluer - If Winter Comes (1923) como Mark Sabre - The Midnight Alarm (1923) como capitán Harry Westmore - The Light That Failed (1923) como Dick Heldar - Broadway Broke (1923) como Tom Kerrigan - You Can't Get Away with It (1923) como Charles Hemingway - The Man Life Passed By (1923) como John Turbin - The Shooting of Dan McGrew (1924) como Jim, esposo de Lou - The Marriage Cheat (1924) como Paul Mayne - When a Girl Loves (1924) como Conde Michael - The Enemy Sex (1924) como Garry Lindaberry - The Legend of Hollywood (1924) como John Smith - The Clean Heart (1924) como Philip Wriford - Broken Laws (1924) como Richard Heath - K – The Unknown (1924) como 'K' Le Moyne - Idle Tongues (1924) como Dr. Ephraim Nye - Daddy's Gone A-Hunting (1925) como Julian - Just a Woman (1925) como George Rand - The Street of Forgotten Men (1925) como Easy Money Charley - A Woman's Faith (1925) como Donovan Steele - The Shining Adventure (1925) como Dr. Hugo McLean - Fine Clothes (1925) como Peter Hungerford - Lord Jim (1925) como Lord Jim - Infatuation (1925) como Sir Arthur Little | - The Miracle of Life (1926) como Blair Howell - Fascinating Youth (1926) como Percy Marmont - Aloma of the South Seas (1926) como Bob Holden - Mantrap (1926) como Ralph Prescott - San Francisco Nights (1928) como John Vickery - The Stronger Will (1928) como Clive Morton - Yellow Stockings (1928) como Gavin Sinclair - Sir or Madam (1928) como Sir Ralph Wellalone - The Warning (1928) como Jim - The Lady of the Lake (1928) como James FitzJames - The Silver King (1929) como Wilfred Denver - The Squeaker (1930) como capitán Leslie - Cross Roads (1930) as Jim Wyndham - The Loves of Ariane (1931) como Anthony Fraser - The Written Law (1931) como Sir John Rochester - Rich and Strange (1931) como Commander Gordon - The Silver Greyhound (1932) como Norton Fitzwarren - Blind Spot (1932) como Holland Janney - Say It with Music (1932) como Philip Weston - Her Imaginary Lover (1933) como Lord Michael Ware - The White Lilac (1935) como Tollitt - Vanity (1935) como Jefferson Brown - Secret Agent (1936) como Caypor - The Captain's Table (1936) como John Brooke - David Livingstone (1936) como David Livingstone - Conquest of the Air (1936) como Wilbur Wright (sin acreditar) - Action for Slander (1937) como William Cowbit - The Pearls of the Crown (1937) como Le cardinal Wolsey (sin acreditar) - Young and Innocent (1937) como Col. Burgoyne - Those Kids from Town (1942) como Earl - Penn of Pennsylvania (1942) como Holme - I'll Walk Beside You (1943) como Vicar - Loyal Heart (1946) como John Armstrong - No Orchids for Miss Blandish (1948) como John Blandish - Dark Secret (1949) como Vicar - The Gambler and the Lady (1952) como Lord Willens-Hortland - Four Sided Triangle (1953) como Sir Walter - The Million Pound Note (1954) como Lord Hurlingham (sin acreditar) - Knave of Hearts (1954) como padre de Catherine (sin acreditar) - Footsteps in the Fog (1955) como magistrado - Lisbon (1956) como Lloyd Merrill - The Trials of Oscar Wilde (1960) como invitado al teatro (sin acreditar) - Hostile Witness (1968) como el juez Matthew Gregory |